# Зойенкерке
Зойенкерке (на нидерландски: Zuienkerke) е селище в Северозападна Белгия, окръг Брюге на провинция Западна Фландрия. Населението му е около 2800 души (2006).